# Karman-Sindzikau
Karman-Sindzikau (ros. Карман-Синдзикау) – wieś w Rosji, w Osetii Północnej, w rejonie digorskim. W 2010 liczyła 2293 mieszkańców.

## Urodzeni
- Tajmuraz Sałkazanow - zapaśnik.